# Ogorzeliny (gmina)
Ogorzeliny – dawna gmina wiejska istniejąca w latach 1973–1976 w woj. bydgoskim (dzisiejsze woj. pomorskie). Siedzibą władz gminy były Ogorzeliny.
Gmina Ogorzeliny została utworzona w dniu 1 stycznia 1973 roku w powiecie chojnickim w woj. bydgoskim. 1 czerwca 1975 roku gmina znalazła się w nowo utworzonym mniejszym woj. bydgoskim.
15 stycznia 1976 roku gmina została zniesiona a jej obszar włączony do gmin:
- Chojnice (obszary sołectw: Doręgowice, Nowy Dwór, Ogorzeliny i Sławęcin),
- Kamień Krajeński (obszary sołectw: Dąbrowa, Jerzmionki, Niwy, Nowa Wieś, Obkas i Zamarte).